# G (album)
G – czwarty album studyjny polskiego rapera Guziora. Wydawnictwo ukazało się 24 maja 2024 nakładem wytwórni muzycznej EvilTwin Corp. w dystrybucji Sony Music Entertainment Poland.
Album jest utrzymany w stylu muzyki hip-hop. Składa się z wersji standardowej (1 CD).
Płyta dotarła do 1. miejsca polskiej listy sprzedaży – OLiS. Wydawnictwo uzyskało status platynowej płyty, przekraczając liczbę 30 tysięcy sprzedanych kopii.

## Lista utworów
Opracowano na podstawie materiału źródłowego.
| G – Wersja standardowa | G – Wersja standardowa              | G – Wersja standardowa |
| Nr                     | Tytuł utworu                        | Długość                |
| ---------------------- | ----------------------------------- | ---------------------- |
| 1.                     | „Intro27”                           | 3:00                   |
| 2.                     | „Łapie okazje”                      | 3:13                   |
| 3.                     | „8Mila”                             | 3:23                   |
| 4.                     | „Moby”                              | 3:28                   |
| 5.                     | „Bilbo skit”                        | 1:34                   |
| 6.                     | „Castrol” (oraz Kukon)              | 3:23                   |
| 7.                     | „Strzelam petem”                    | 3:03                   |
| 8.                     | „Wracam z trasy skit”               | 1:39                   |
| 9.                     | „Hill Bomb” (oraz Kuban)            | 4:32                   |
| 10.                    | „Jaki problem”                      | 2:43                   |
| 11.                    | „Ocnmr”                             | 4:13                   |
| 12.                    | „Od poniedziałku do niedzieli skit” | 1:31                   |
| 13.                    | „Bully”                             | 2:26                   |
| 14.                    | „Poważni” (oraz Louis Villain)      | 3:17                   |
| 15.                    | „Chabo” (oraz Vito Bambino)         | 2:58                   |
|                        |                                     | 44:23                  |

## Pozycje na listach sprzedaży
| Kraj   | Lista (2024)             | Najwyższa pozycja |
| ------ | ------------------------ | ----------------- |
| Polska | OLiS – albumy            | 1                 |
| Polska | OLiS – albumy fizycznie  | 1                 |
| Polska | OLiS – albumy w streamie | 4                 |

| Kraj   | Lista (2024)             | Pozycja |
| ------ | ------------------------ | ------- |
| Polska | OLiS – albumy            | 31      |
| Polska | OLiS – albumy fizycznie  | 42      |
| Polska | OLiS – albumy w streamie | 60      |

## Certyfikaty
| Kraj          | Certyfikat      | Sprzedaż |
| ------------- | --------------- | -------- |
| Polska (ZPAV) | platynowa płyta | 30 000+  |